# Campodorus pictipes
Campodorus pictipes är en stekelart som först beskrevs av Heinrich Habermehl 1923. 
Campodorus pictipes ingår i släktet Campodorus och familjen brokparasitsteklar. Inga underarter finns listade.